# Annet van Hout
Annet van Hout (18 april 1995) is een voetbalspeelster uit Nederland.
Zij speelde als middenvelder voor sc Heerenveen en Achilles '29 in de Vrouwen Eredivisie.

## Statistieken
| Seizoen | Club          | Land      | Competitie | Wedstrijden | Doelpunten |
| ------- | ------------- | --------- | ---------- | ----------- | ---------- |
| 2015/16 | sc Heerenveen | Nederland | BeNeLeague |             |            |
| 2016/17 | Achilles '29  | Nederland | Eredivisie |             |            |
| Totaal  | Totaal        | Totaal    | Totaal     | --          | --         |

Laatste update: 2021